# Camacuc

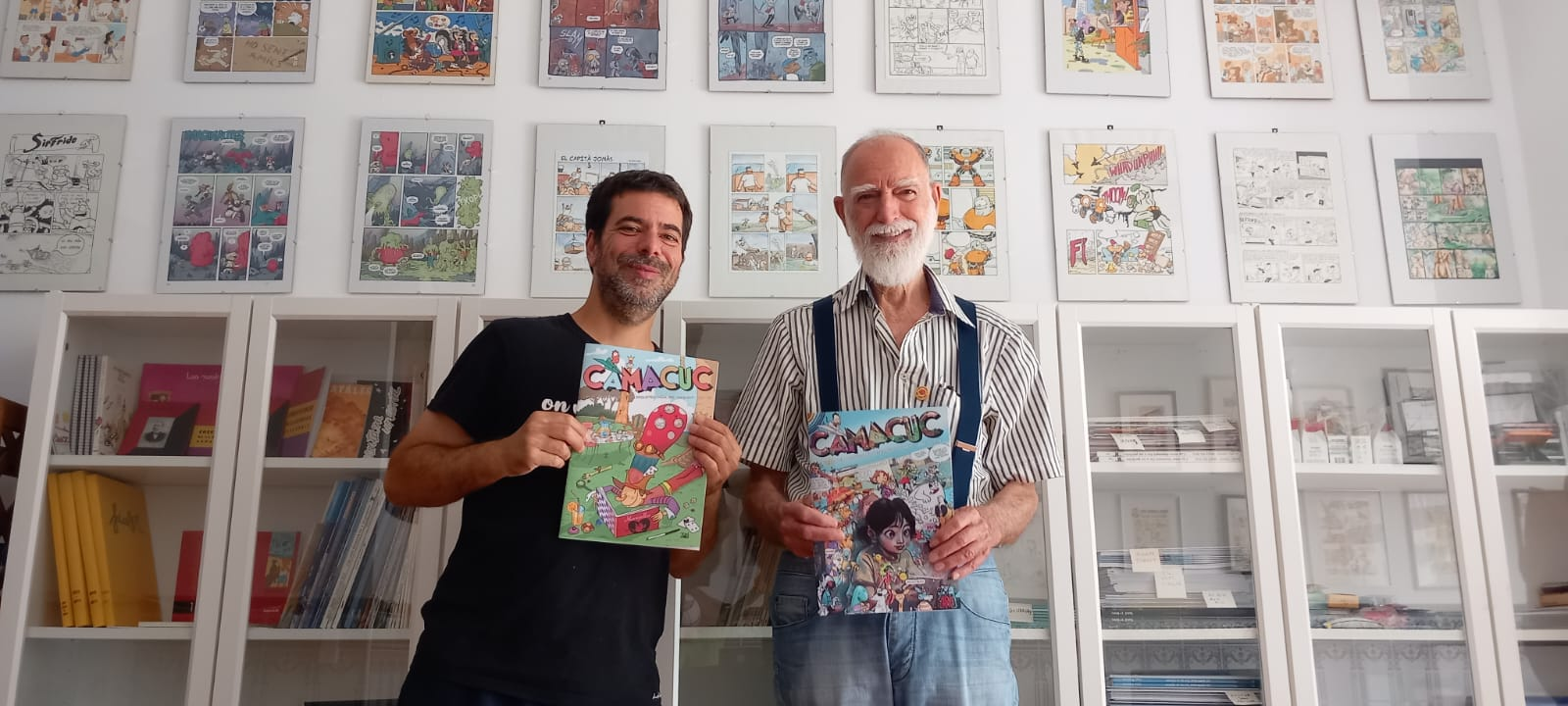
Joan Escrivá y Joan Escrivá Torres, director y fundador de Camacuc.

Camacuc es una revista infantil en valenciano publicada por la editorial homónima desde el año 1984. Compuesta sobre todo por cómics, también incluye noticias y secciones fijas como "Contes" o "La barraqueta de la ciència", "De tot arreu" y "passatemps". Una sección breve titulada "Recomanem" suele reseñar dos títulos de literatura infantil y juvenil. La revista se edita con la intención de difundir y normalizar el valenciano ofreciendo lecturas en formato de cómic de la mano de los mejores dibujantes de Valencia. La publicación está presente en los colegios, institutos, bibliotecas y casas particulares. Funciona a través de suscripción y de forma bimensual. Cuenta con un fondo editorial de libros de la misma editorial que se puede consultar en su web. 
Cuenta con una versión en aranés bajo el título de Era Garbèra.
A finales de diciembre de 2024 le fue otorgada la Medalla de Oro al Mérito en las Bellas Artes aprobada por el Consejo de Ministros, a propuesta del ministro de Cultura español.

## Trayectoria

### Inicios (1985-1985)
Camacuc apareció en junio de 1984, desmarcándose enseguida de su modelo Cavall Fort por partir de la iniciativa privada y potenciar la historieta autóctona en vez de la franco-belga.
| Números | Título             | Autoría                     | Procedencia   |
| ------- | ------------------ | --------------------------- | ------------- |
|         | Ramonell El Camell | Telo                        | Nueva         |
|         | Tom i Wandi        | Gregori Muro                | Nueva         |
|         | Ot el Bruixot      | Picanyol                    | "Cavall Fort" |
|         | Sidral Bromeral    | Teresa Durán                | "Cavall Fort" |
|         | Els Bufanùvols     | Madorell                    | "Cavall Fort" |
|         | Iznogoud           | Jean Tabary                 | "Pilote"      |
|         | Percevan           | Jean Léturgie/Xavier Fauche | "Gomme!"      |
|         | La basca del 85    | Cano/Paco Giménez           |               |

### Crecimiento (1986-1989)
Gracias al apoyo de la Generalidad Valenciana, Camacuc aumenta su tirada hasta casi los 24000 ejemplares. Joan Escrivá, Pep Mata y Emper Pascual componen su redacción.
| Números | Título                     | Autoría                | Procedencia                         |
| ------- | -------------------------- | ---------------------- | ----------------------------------- |
|         | Little Nemo in Slumberland | Winsor McCay           | Tira de prensa cómic estadounidense |
|         | Ion y Mirka                | Harriet/Daniel Redondo |                                     |
|         | En Massagran               | Madorell               | "Cavall Fort"                       |
|         | Georgina                   | Toni Cabo              |                                     |
|         | Pasqualet                  | Reinoso                |                                     |
|         | Fotomató                   | Jovi                   |                                     |
|         | L'Estadi Boig              | Jovi                   |                                     |

### Expansión (1990-1992)
Joan Escrivá dirige en solitario la revista, aumenta su número de páginas y empieza a distribuirla en los quioscos, además de lanzar álbumes recopilatorios de sus series y una colección de libros ilustrados infantiles.
| Números | Título                          | Autoría                    | Procedencia |
| ------- | ------------------------------- | -------------------------- | ----------- |
|         | M                               | Manel Gimeno               |             |
|         | Les aventures del Dr. Von Kum   | Juan Puchades              |             |
|         | Genial                          | Pablo Llorens              |             |
|         | El Grial                        | Rafa Fonteriz              |             |
|         | Remi el missatger               | Burguitos                  |             |
| 70      | Miss i Fuss, els fills de Pumbi | José Sanchis               |             |
| 70      | Bertomeu, l'as dels ganduls     | Palop                      |             |
|         | Pip                             | Micharmut                  |             |
|         | L'Home Bestia                   | Rafa Fonteriz              |             |
|         | Lluc al pais dels cómics        | Juanvi Chuliá/Manel Gimeno |             |

### Crisis (1993-2000)
Abandonada la distribución en quioscos debido a su escaso éxito, la Generalidad Valenciana redujo también sus ayudas, con lo que la tirada de Camacuc se desplomó hasta los 1500 ejemplares, a pesar de optar por una periodicidad bimestral.
| Números   | Título                          | Autoría          | Procedencia |
| --------- | ------------------------------- | ---------------- | ----------- |
|           | El Senyor Julivert              | José Fraile      |             |
|           | Sulu i Solo, transport espacial | Manel Gimeno     |             |
|           | Florenci Montes                 | Burguitos        |             |
|           | Voro, Moro i Puromoro           | Toni Cabo        |             |
|           | Perolet, estudiant fluixet      | Vicen Dolç       |             |
|           | Pinxo                           | Josex            |             |
|           | El Capitá Jonás                 | David Salvador   |             |
|           | Vicent un heroi diferent        | Manuel Bartual   |             |
| 1999-2000 | Estrellats                      | Xoan Marín       |             |
|           | Cap Indi                        | María José Arana |             |
|           | Sir Fredo                       | Álex Cervantes   |             |
|           | Corgelat                        | Pere Amorós      |             |
|           | Pasqualet                       | Rafa Reinoso     |             |

### Supervivencia (2001-presente)
Se alcanzan los 2000 ejemplares de tirada, gracias a una nueva edición en idioma aranés.
| Números | Título          | Autoría      | Procedencia |
| ------- | --------------- | ------------ | ----------- |
|         | Sebastiá Somiat | Jesús Huguet |             |
|         | Joana Defensora | Giner        |             |